# Вівтар

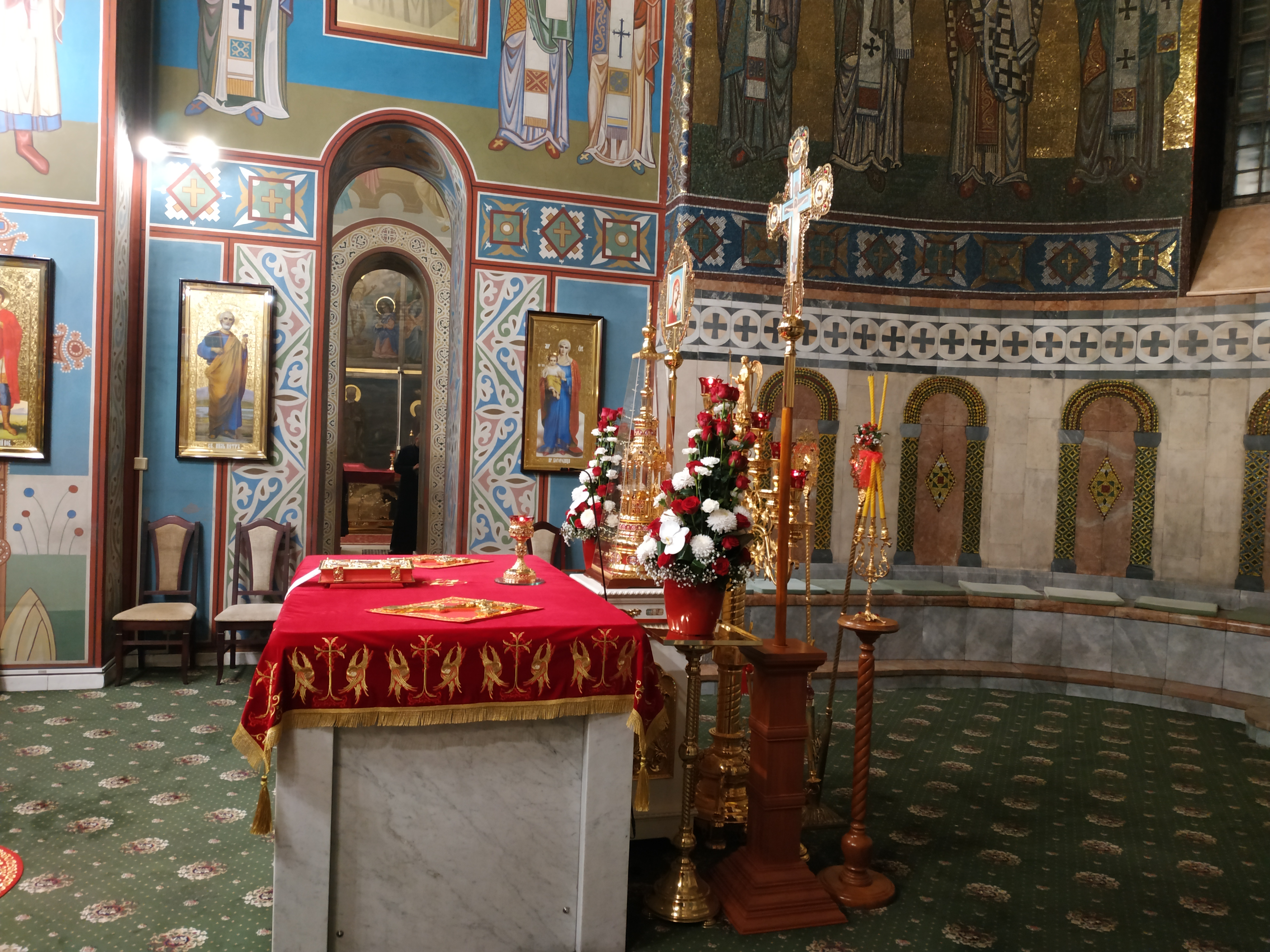
Вівтар у Михайлівському Золотоверхому соборі (Київ)

Ві́вта́р, або о́лта́р (староцерк.-слов. алътарь, олътаръ < лат. alta ara, altare — «високий жертовник») — первісно місце для жертвопринесення або жертовне вогнище (у греків bomos), надалі місце для здійснення літургії в християн.

## Історія

Вівтар Церкви Покрови на острові «Хортиця». 2018 р.

Спочатку вівтарі споруджували із землі або дерну, пізніше, коли стали будувати храми — з каменю або металів. Вівтарі, як правило, стояли на східному боці святині перед зображенням божества. У Римі їх зводили не лише богам, а й героям, пізніше також імператорам. Вівтарі в греків та римлян були не тільки у святинях, їх споруджували на площах, вулицях, полях, у священних гаях, біля священних річок. Іноді вівтарі просто неба досягали значних розмірів (приміром, Пергамський вівтар Зевса).

## У християнстві
У православному і католицькому храмах словом «вівтар» називають різні елементи: у першому — відокремлене від середнього храму приміщення з престолом (відповідає католицькому пресбітерію), у другому — стіл, де здійснюється таїнство євхаристії (відповідає православному престолу).

### Православ'я
Вівтар — головна частина християнської церкви східного обряду (православного і греко-католицького храму). У середині вівтаря знаходиться престол — спеціальний стіл, освячений архієреєм для здійснення на ньому літургій. У вівтарі також присутній жертовник (стіл, на якому відбувається проскомидія — готується жертва Євхаристії: хліб і вино): він розміщений біля північної стіни у вівтарі ліворуч від горнього місця (простору за престолом) — єпископської кафедри.
Зазвичай у вівтарі праворуч від горнього місця влаштовують ризницю — службове приміщення, де зберігається одяг працівників і предмети та посудини, що застосовуються для ведення служби.
У вівтар дозволяється заходити лише чоловікам-церковнослужителям і жінкам-черницям. Алфавітна синтагма, посилаючись на 69-те правило шостого Вселенського собору, говорить, що нікому із мирян не дозволено входити всередину вівтаря. Але, аж ніяк «не забороняється це владі й гідності царській, коли вони захочуть принести дари Творцю».

### Католицтво
Словом «вівтар» (англ., ісп. і порт. altar, лат. і італ. altare, пол. ołtarz) у католицькому обряді називають стіл, де здійснюється таїнство євхаристії (відповідає православному престолу). Являє собою кам'яну основу, на якій лежить плита — менса.
Окрім того, «шафовим вівтарем» (пол. ołtarz szafiasty) також називають вирізьблену прикрасу західної (вівтарної) стіни католицького храму.